# Charlotte von Hanau-Lichtenberg

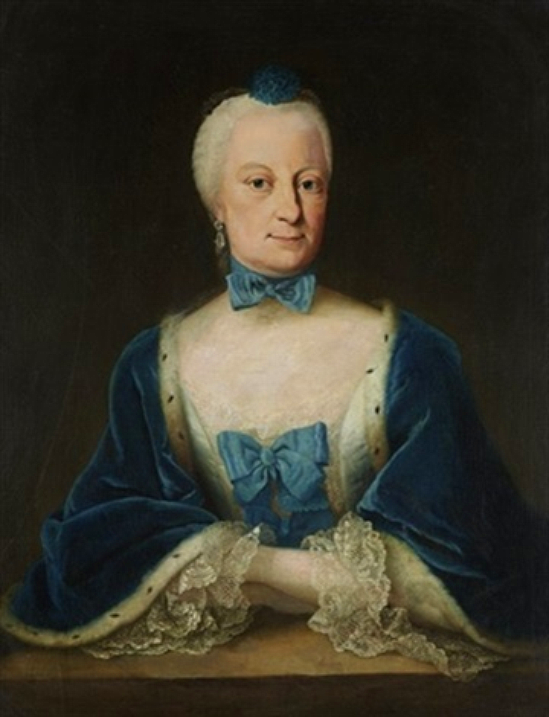
Charlotte, Gräfin von Hanau-Lichtenberg

Charlotte, Gräfin von Hanau-Lichtenberg, vollständiger Name Gräfin Charlotte Christine Magdalene Johanna von Hanau-Lichtenberg (* 2. Mai 1700 in Buchsweiler; † 1. Juli 1726 in Darmstadt) war die Gemahlin des Landgrafen Ludwig VIII. von Hessen-Darmstadt.

## Biografie

### Herkunft
Charlotte war das einzige überlebende Kind des letzten Hanauer Grafen, Johann Reinhard III., und der Markgräfin Dorothea Friederike von Brandenburg-Ansbach. Sie war damit Alleinerbin der Grafschaft Hanau-Lichtenberg.

### Die Heirat

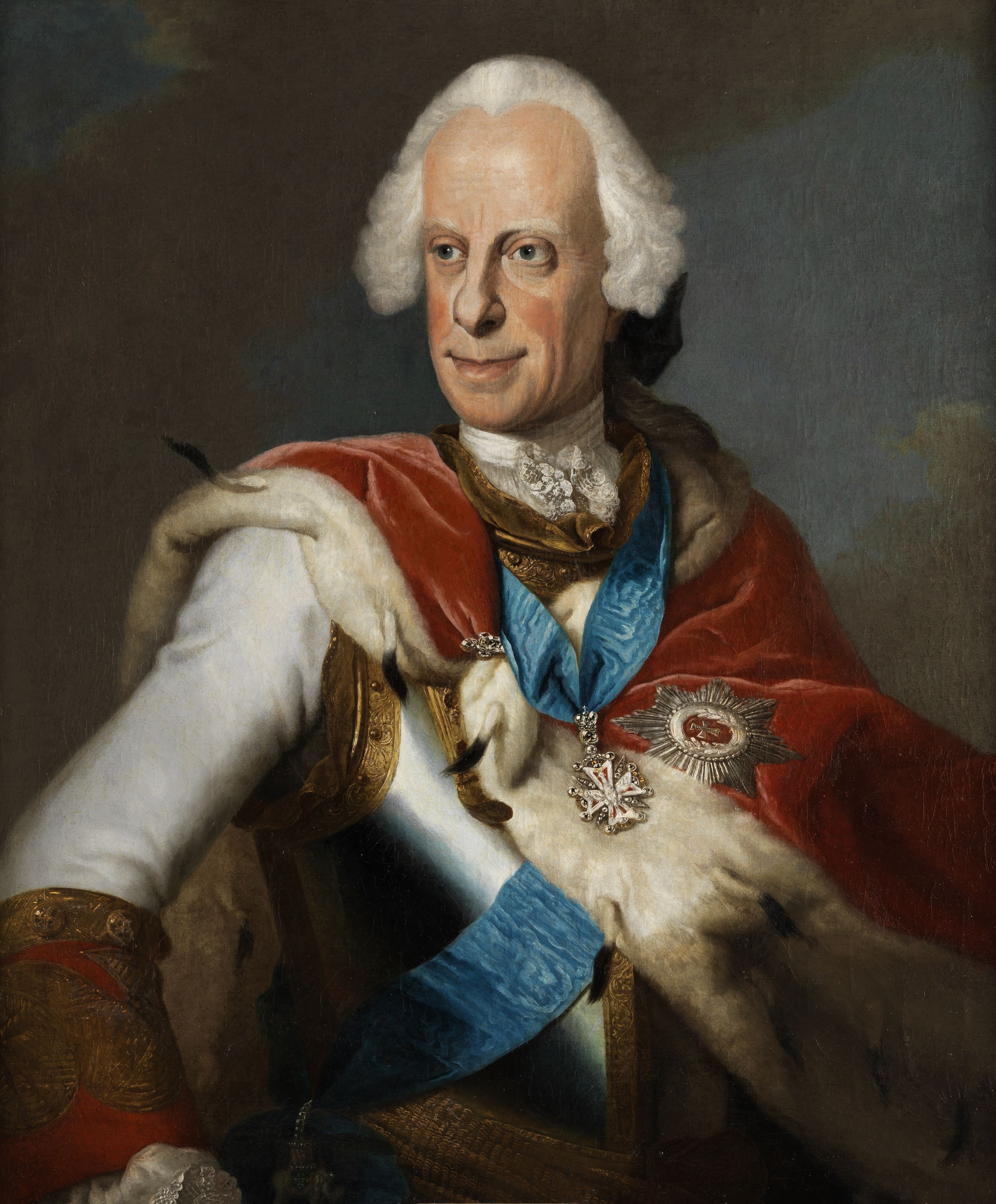
Der Ehemann: Landgraf Ludwig VIII.

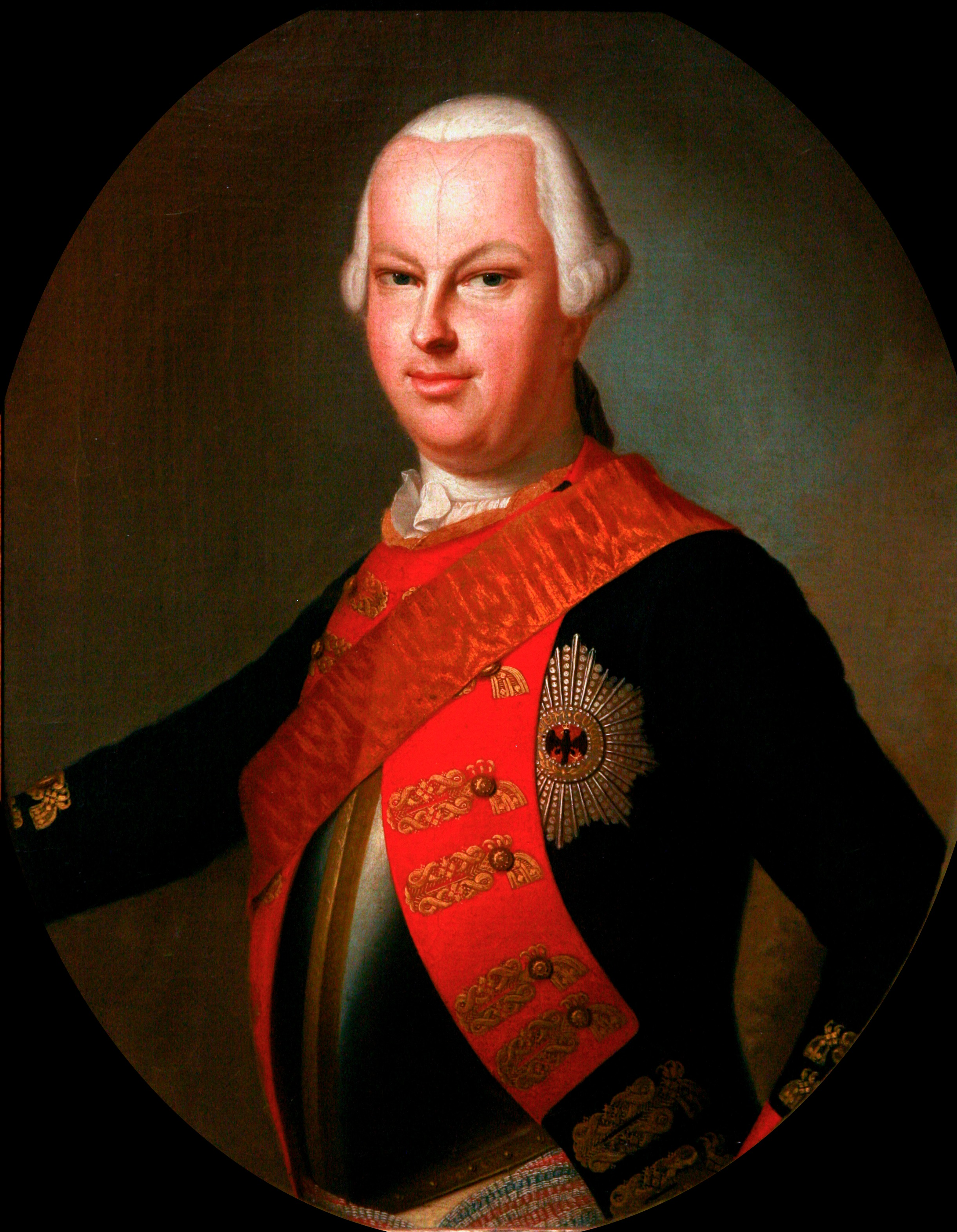
Der Sohn: Ludwig IX.

Zunächst hielt der Erbprinz und spätere Landgraf Wilhelm VIII. von Hessen-Kassel um die Hand von Charlotte Christine an. Dieses Heiratsprojekt, das die Grafschaft Hanau auch weiterhin in einer Hand vereinigt hätte, scheiterte allerdings an dem Konfessionsunterschied von Wilhelm, der reformiert, und Charlotte Christine, die lutherisch war.
Zweiter Bewerber war der Erbprinz und spätere Landgraf Ludwig VIII. von Hessen-Darmstadt, der lutherisch war. Sie heirateten am 5. April 1717. Aus dieser Ehe gingen folgende Kinder hervor:
1. Ludwig IX. (1719–1790)
2. Georg Wilhelm (1722–1782)
3. Karoline Luise (1723–1783)

### Tod
Charlotte Christine starb am 1. Juli 1726 in Darmstadt. Zu ihrer Beisetzung am 11. Juli 1726 in Darmstadt erschien eine Reihe von Leichenpredigten.

### Die Erbschaft
Da Charlotte Christine schon vor ihrem Vater verstarb, erlangte ihr Sohn, der spätere Landgraf Ludwig IX., das Hanauer Erbe. Dieses war allerdings auf den Lichtenberger Landesteil der Grafschaft Hanau beschränkt, da deren Münzenberger Landesteil aufgrund eines Erbvertrages zwischen der Grafschaft Hanau und der Landgrafschaft Hessen-Kassel aus dem Jahr 1643 an Letztere fiel. Dabei war die Zugehörigkeit des Amtes Babenhausen zwischen den beiden Landgrafschaften umstritten. Es kam beim Erbantritt fast zu einer kriegerischen Auseinandersetzung, als Hessen-Darmstadt die Orte Dietzenbach, Schaafheim und Schlierbach, Hessen-Kassel, mit dem schon sorgsam in Hanau stationierten Militär, den Rest des Amtes Babenhausen besetzte. Die Auseinandersetzung konnte erst nach einem langjährigen Rechtsstreit vor den höchsten Reichsgerichten beigelegt werden. Dieser wurde 1771 durch einen Vergleich beendet, den so genannten Partifikationsrezess. Danach fielen die Orte Altheim, Dietzenbach, Harpertshausen, Schaafheim und Schlierbach an die Landgrafschaft Hessen-Darmstadt. Die Landgrafschaft Hessen-Darmstadt gliederte diese Orte ihrem Amt Schaafheim ein.

## Ahnentafel
| Ahnentafel der Gräfin Charlotte von Hanau-Lichtenberg | Ahnentafel der Gräfin Charlotte von Hanau-Lichtenberg                                                                   | Ahnentafel der Gräfin Charlotte von Hanau-Lichtenberg                                                                   | Ahnentafel der Gräfin Charlotte von Hanau-Lichtenberg                                                             | Ahnentafel der Gräfin Charlotte von Hanau-Lichtenberg                                                                  |
| ----------------------------------------------------- | --- | --- | --- | --- |
| Urgroßeltern                                          | Philipp Wolfgang von Hanau-Lichtenberg (* 1595; † 1641) ⚭ Johanna von Oettingen-Oettingen (* 1602; † 1639)              | Christian I. von Birkenfeld-Bischweiler (* 1598; † 1654) ⚭ Magdalena Katharina von Pfalz-Zweibrücken (* 1607; † 1648)   | Albrecht II. von Brandenburg-Ansbach (* 1620; † 1667) ⚭ Sophie Margarete von Oettingen-Oettingen (* 1634; † 1664) | Friedrich VI. von Baden-Durlach (* 1617; † 1677) ⚭ Christine Magdalena von Pfalz-Zweibrücken-Kleeburg (* 1616; † 1662) |
| Großeltern                                            | Johann Reinhard II. von Hanau-Lichtenberg (* 1628; † 1666) ⚭ Anna Magdalena von Birkenfeld-Bischweiler (* 1640; † 1693) | Johann Reinhard II. von Hanau-Lichtenberg (* 1628; † 1666) ⚭ Anna Magdalena von Birkenfeld-Bischweiler (* 1640; † 1693) | Johann Friedrich von Brandenburg-Ansbach (* 1654; † 1686) ⚭ Johanna Elisabeth von Baden-Durlach (* 1651; † 1680)  | Johann Friedrich von Brandenburg-Ansbach (* 1654; † 1686) ⚭ Johanna Elisabeth von Baden-Durlach (* 1651; † 1680)       |
| Eltern                                                | Johann Reinhard III. von Hanau (* 1665; † 1736) ⚭ Dorothea Friederike von Brandenburg-Ansbach (* 1676; † 1731)          | Johann Reinhard III. von Hanau (* 1665; † 1736) ⚭ Dorothea Friederike von Brandenburg-Ansbach (* 1676; † 1731)          | Johann Reinhard III. von Hanau (* 1665; † 1736) ⚭ Dorothea Friederike von Brandenburg-Ansbach (* 1676; † 1731)    | Johann Reinhard III. von Hanau (* 1665; † 1736) ⚭ Dorothea Friederike von Brandenburg-Ansbach (* 1676; † 1731)         |
| Charlotte Christine Magdalene Johanna                 | | | | |

Zur Familie vgl. Hauptartikel: Hanau (Adelsgeschlecht)